# Sam Totman
Ian Samuel "Sam" Totman (født 26. april 1979 i London, England) er guitarist i bandet DragonForce. Han flyttede til New Zealand som ung. Han spiller på en Ibanez STM1-guitar, som er hans signaturmodel, drikker alkohol under live koncerter og har skrevet hovedparten af både tekst og musik til Dragonforce, og bl.a. "Revolution Deathsquad".

## Diskografi
Med Dragonforce
- Valley of the Damned (2003)
- Sonic Firestorm (2004)
- Inhuman Rampage (2005)
- Ultra Beatdown (2008)
- The Power Within (2012)
- Maximum Overload (2014)
- Reaching into Infinity (2017)
- Extreme Power Metal (2019)
- Warp Speed Warriors (2024)